# Rheinberg
Rheinberg est une ville allemande de l'arrondissement de Wesel, en Rhénanie-du-Nord-Westphalie. Située sur la rive gauche du Rhin, elle compte 32 752 habitants.

## Histoire
| Appartenances historiques Électorat de Cologne 953-1797 République cisrhénane (Roer) 1797-1802 République française (Roer) 1802-1804 Empire français (Roer) 1804-1815 Royaume de Prusse (Province de Juliers-Clèves-Berg) 1815-1822 Royaume de Prusse (Province de Rhénanie) 1822-1918 Empire allemand 1871-1918 République de Weimar 1918-1933 Reich allemand 1933-1945 Allemagne occupée 1945-1949 Allemagne de l'Ouest 1949-1990 Allemagne 1990-présent |

Cette ancienne place forte fut vainement assiégée par le duc de Parme en 1586. Prise par les Espagnols en 1590, elle fut reprise par Maurice de Nassau en 1597 et en 1601. Elle fut ensuite occupée par Spinola en 1606, par Louis XIV en 1672, puis prise et démantelée en 1703 par les Impériaux.
En 1760, les Français remportèrent aux environs une victoire signalée sur les Hanovriens, commandés par le prince de Brunswick.

## Bâtiments
L'Église Saint-Pierre de Rheinberg (gothique, XIIIe-XVIe siècle) conserve un beau maître-autel flamand du XVIe siècle.
Sur la Grand-Place, le Rathaus (Hôtel de Ville) en briques date de 1449.

## Économie
Rheinberg est le siège de la distillerie Underberg.
La société belge Solvay y possède une importante usine chimique.

## Personnalités
Rheinberg est le berceau de la famille des vicomtes Terlinden aujourd'hui en Belgique.
C'est aussi la ville natale des top-model Claudia Schiffer et Petra Neuenhaus, ainsi que de la cavalière Isabell Werth, septuple championne olympique.

## Galerie

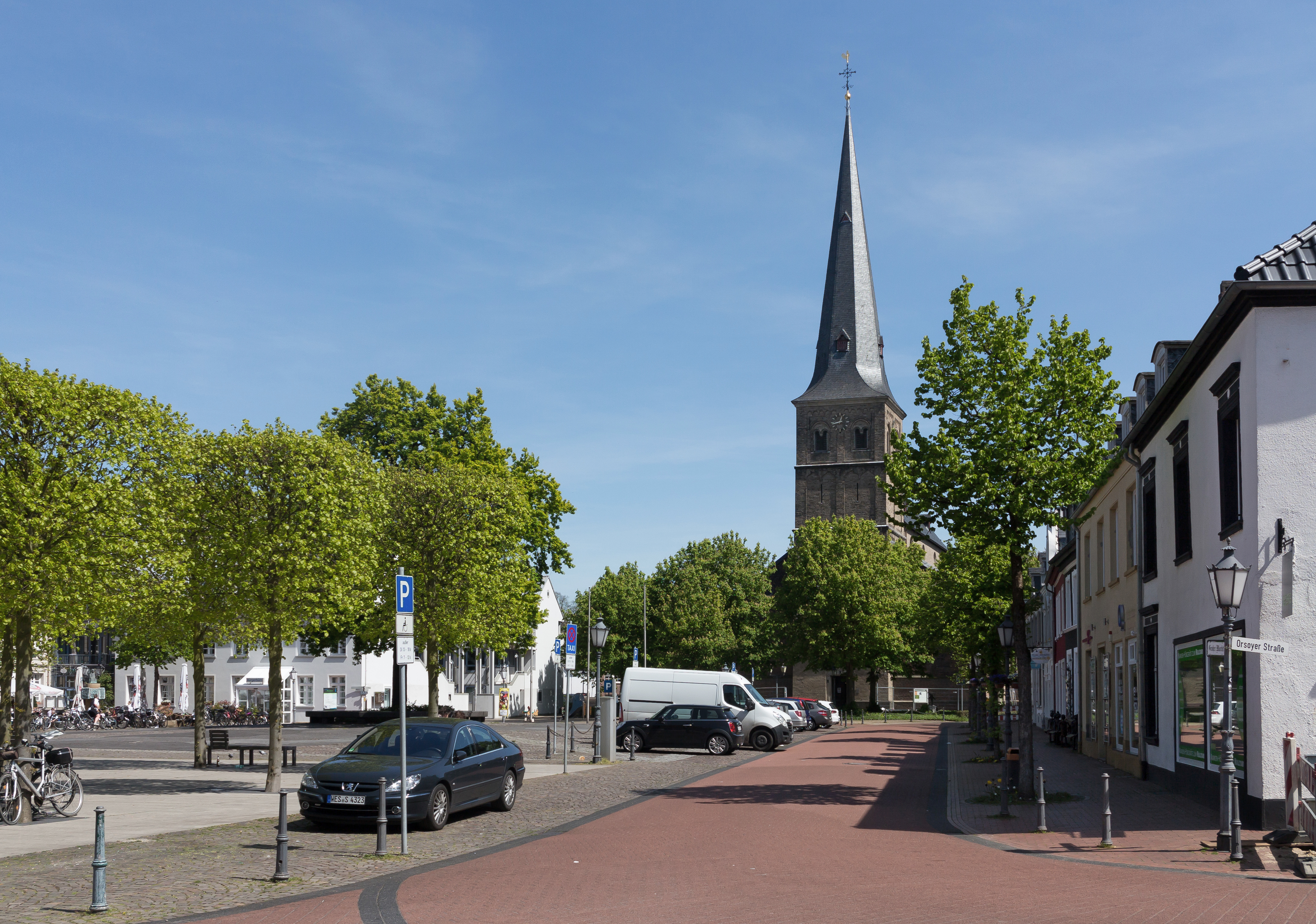
Rheinberg, l'église Pfarrkirche Sankt Peter.
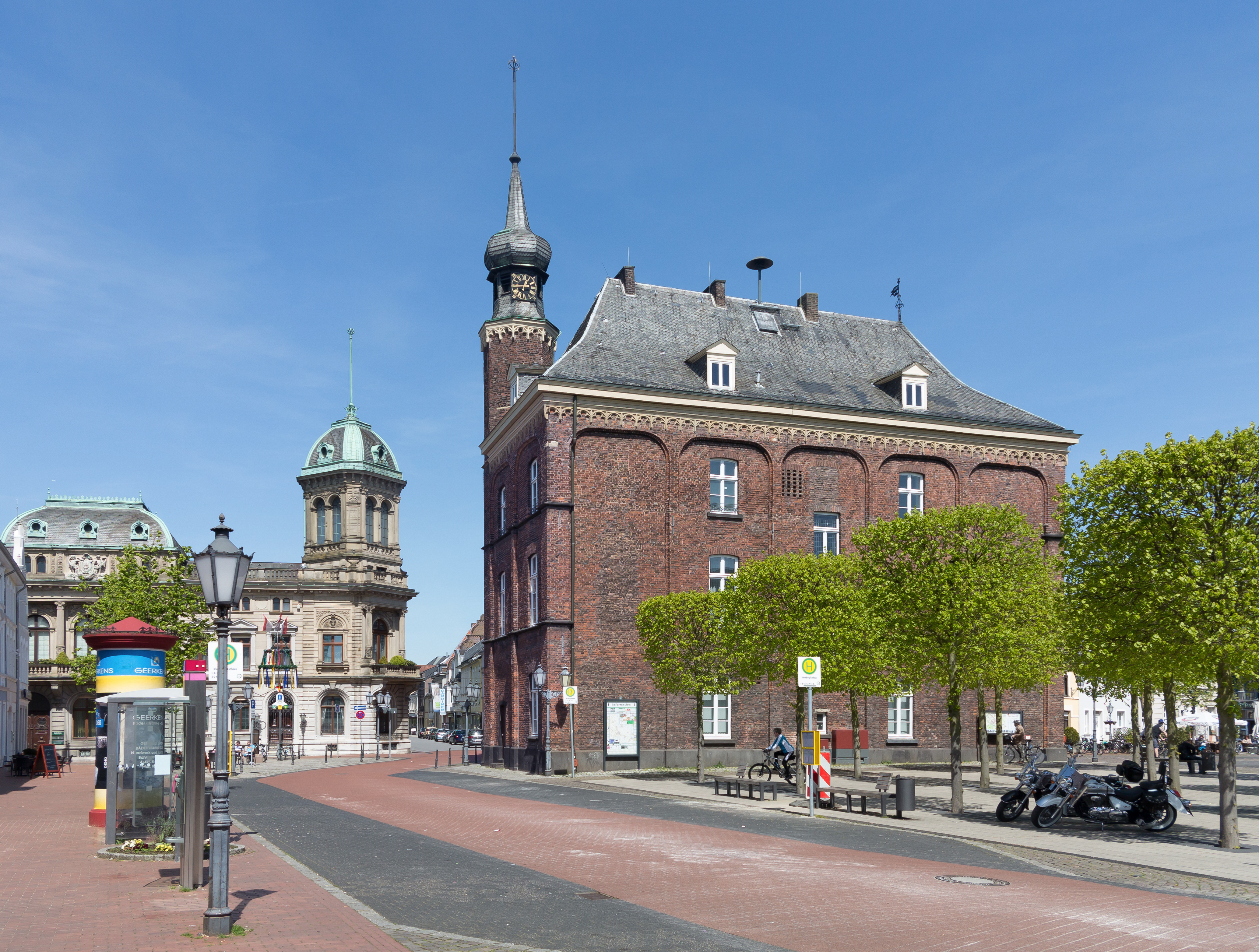
Rheinberg, l'ancienne usine Firma Underberg.
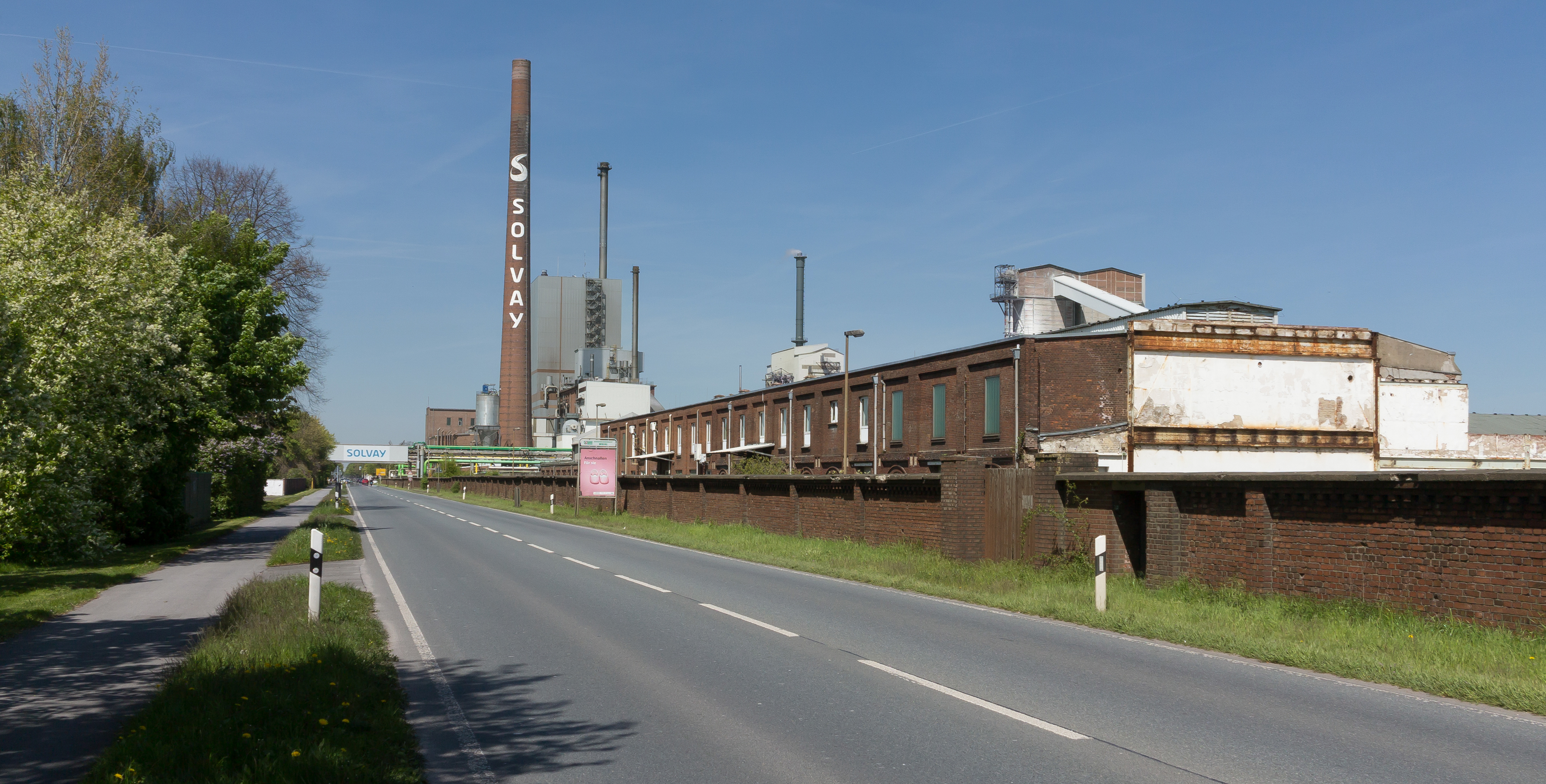
Rheinberg, l'usine : das Solvaywerk.
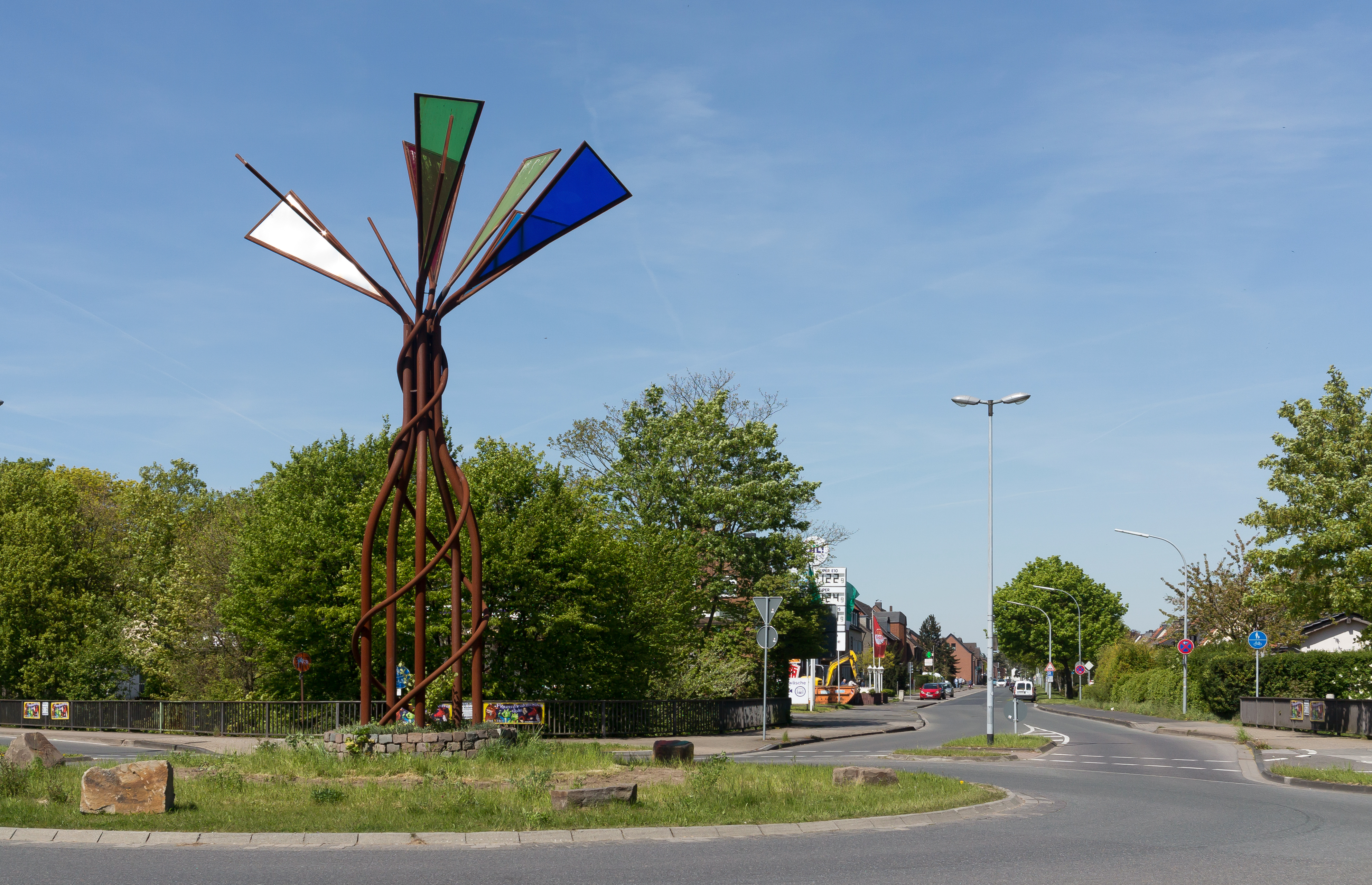
Rheinberg, sculpture au carrefour giratoire.
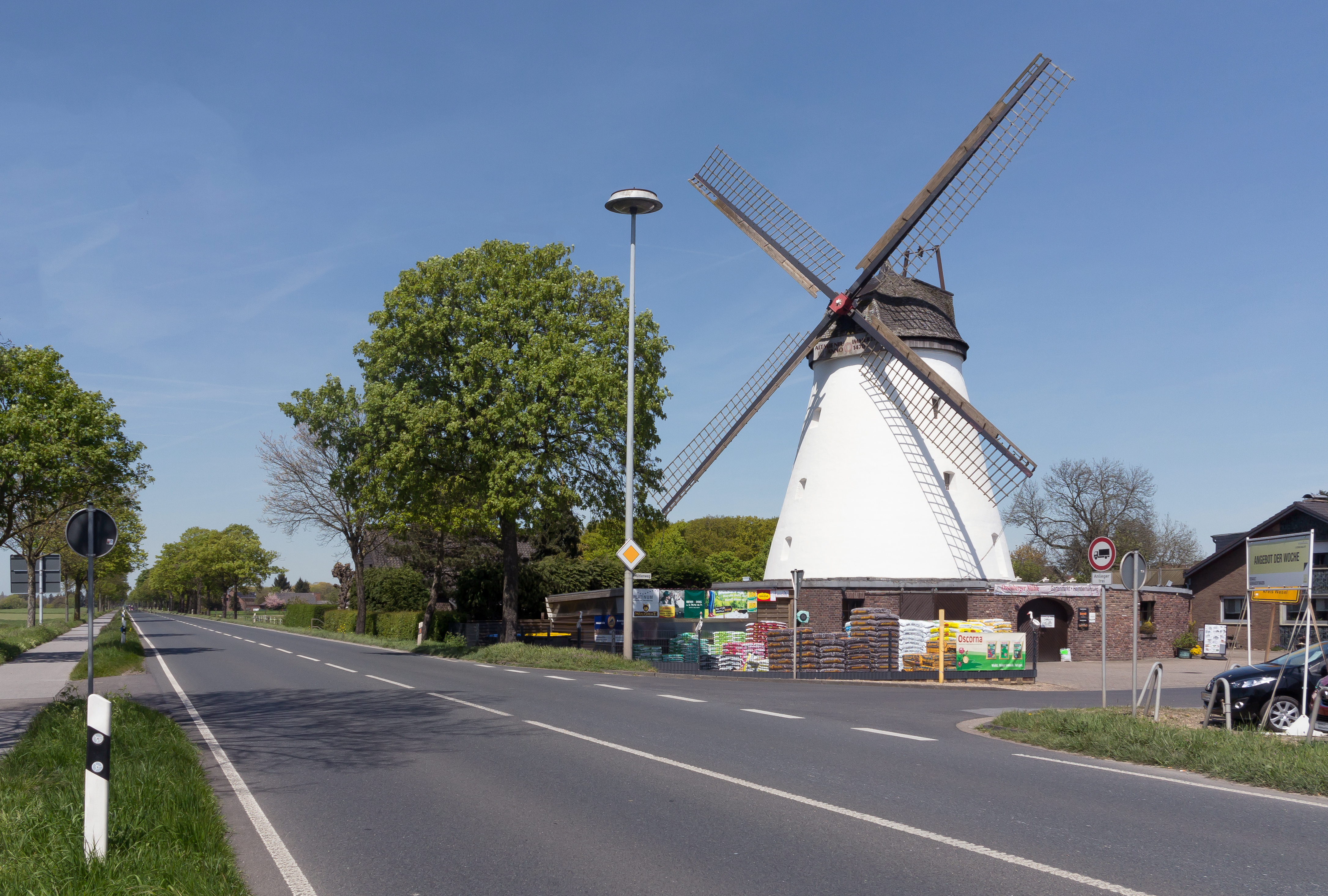
Ossenberg, moulin.

## Source
- Marie-Nicolas Bouillet  et Alexis Chassang (dir.), « Rheinberg » dans Dictionnaire universel d’histoire et de géographie, 1878 (lire sur Wikisource)